# Lever House
Le Lever House, dessiné dans le style international par Gordon Bunshaft et Natalie Griffin de Blois du cabinet Skidmore, Owings and Merrill est un immeuble situé au 390 Park Avenue à New York. Il est situé en face du Seagram Building de Ludwig Mies van der Rohe.

## Histoire
Le Lever House fut construit entre 1951 et 1952 afin de devenir le siège de la filiale américaine de la compagnie britannique Lever Brothers (groupe Unilever). Le revêtement du bâtiment est constitué d'un verre scintillant bleu-vert résistant à la chaleur et d'acier inoxydable sur les murs. Ce dernier fut dessiné afin de réduire les coûts de maintenance. Ce mur est complètement fermé sans fenêtres. Cela veut dire que beaucoup moins de saletés et poussières venant de la rue peuvent rentrer dans l'immeuble. La résistance à la chaleur du verre aide aussi à baisser les coûts de l'air climatisé. De plus, l'immeuble est équipé sur les toits d'une nacelle de nettoyage des vitres se déplaçant sur des rails. 

### Déclin
En 1982, la tour est déclarée National Historic Landmark, bien qu'elle présente diverses formes de détériorations : la couleur originelle, un bleu-vert brillant, s'est affadie du fait des conditions atmosphériques et certains matériaux d'époque ont souffert d'une forme de corrosion. En Septembre 1997, Unilever annonce que sa filiale, Lever Brothers, déménage à Greenwich, Connecticut. Par la suite, Unilever n'occupe plus que les quatre derniers étages.

### Rénovation
Unilever cède son droit d'occupation de la tour en 1998 à un investisseur, RFR Holding, qui engage des travaux de rénovation s'élevant à 25 millions de dollars. En 2003, un restaurant est inauguré, qui devient en 2009, le Casa Lever.
La tour abrite désormais le siège d'Alcoa.

## Galerie d'art
Depuis la fin de la rénovation du Lever House, l'espace du premier niveau de la tour et l'entrée ont été consacrés à une galerie d'art qui accueille la Lever House Art Collection. 

### Expositions
- Virgin Mother par Damien Hirst
- Bride Flight par E.V. Day
- The Hulks par Jeff Koons
- plusieurs sculptures de Keith Haring
- bronzes de Tom Sachs (2008)

### Restaurant Lever House
- Restaurant Lever House sur New York Magazine
- Restaurant Lever House sur OpenTable.com